# 大奧斯尼齊亞
51°11′27″N 25°57′42″E / 51.19083°N 25.96167°E
大奧斯尼察（烏克蘭語：Велика Осниця），是烏克蘭西北部的村落，隸屬沃倫州的盧茨克區。該村始建於1537年，面積2.46平方公里，海拔高度167米，2001年人口668，人口密度每平方公里271.54人。